# Sergio Larraín García-Moreno
Sergio Larraín García-Moreno (Santiago, 17 de noviembre de 1905-ibídem, 27 de junio de 1999) fue un arquitecto chileno, fundador del Museo Chileno de Arte Precolombino. Está considerado entre los más importantes exponentes de la generación de arquitectos que viajaron a Europa y tomaron contacto con Le Corbusier, la escuela de diseño Bauhaus y las tendencias artísticas del movimiento moderno. Esta experiencia marcó definitivamente su trayectoria profesional, que se destacó por su carácter innovador y vanguardista.

## Biografía

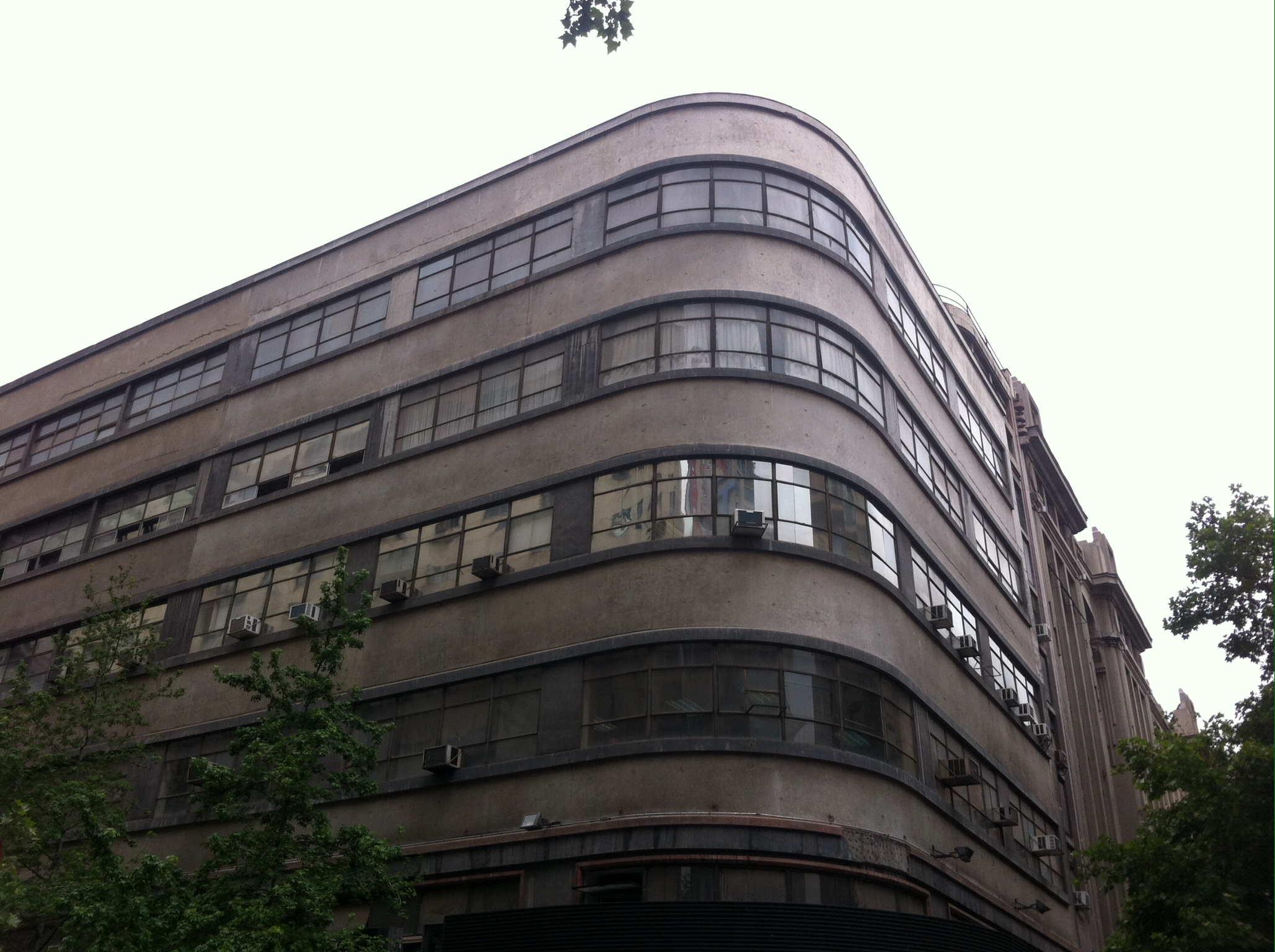
Edificio Oberpaur, de Larraín y Jorge Arteaga; esquina de Huérfanos con Estado, Santiago.

Estudió en la Escuela de Arquitectura de la Universidad Católica, de la que se tituló en 1928. 
Al año siguiente, Larraín, junto con su colega Jorge Arteaga, finalizan el Edificio Oberpaur, considerado el primer edificio moderno en Chile. Esta obra estuvo inspirada en los almacenes Schocken de Stuttgart, Alemania, terminados por Erich Mendelsohn un año antes. El Oberpaur influyó, a su vez, en el edificio del Consejo Nacional de la Cultura y las Artes, actual sede en Valparaíso del Ministerio de las Culturas, las Artes y el Patrimonio, diseñado en 1936 por el arquitecto Marcelo Deglin Samson (desde su inauguración en 1942 albergó a Correos y Telégrafos del puerto hasta 2001; dos años más tarde pasó a manos del CNCA hasta que esta institución se convirtió en ministerio en 2017).
Mientras desarrolló su labor docente en la Universidad Católica, estuvo ligado a importantes cambios en la Escuela de Arquitectura, de la que llegó a ser decano en 1952, cargo que mantuvo por 15 años. Entre sus logros más importantes están la creación de un programa de profesores visitantes y la suscripción de becas para el perfeccionamiento de profesores chilenos en el extranjero. Bajo su administración se concretó la compra de la casa Lo Contador que alberga a la Facultad de Arquitectura. Su gestión académica dio lugar a la fundación del Centro Interdisciplinario de Desarrollo Urbano.
Estudioso y coleccionista de piezas arqueológicas americanas, fue fundador del Museo Chileno de Arte Precolombino de Santiago en 1981.
En 1972 obtuvo el Premio Nacional de Arquitectura y en 1984 recibió el doctorado honoris causa de su alma máter.

### Otras actividades

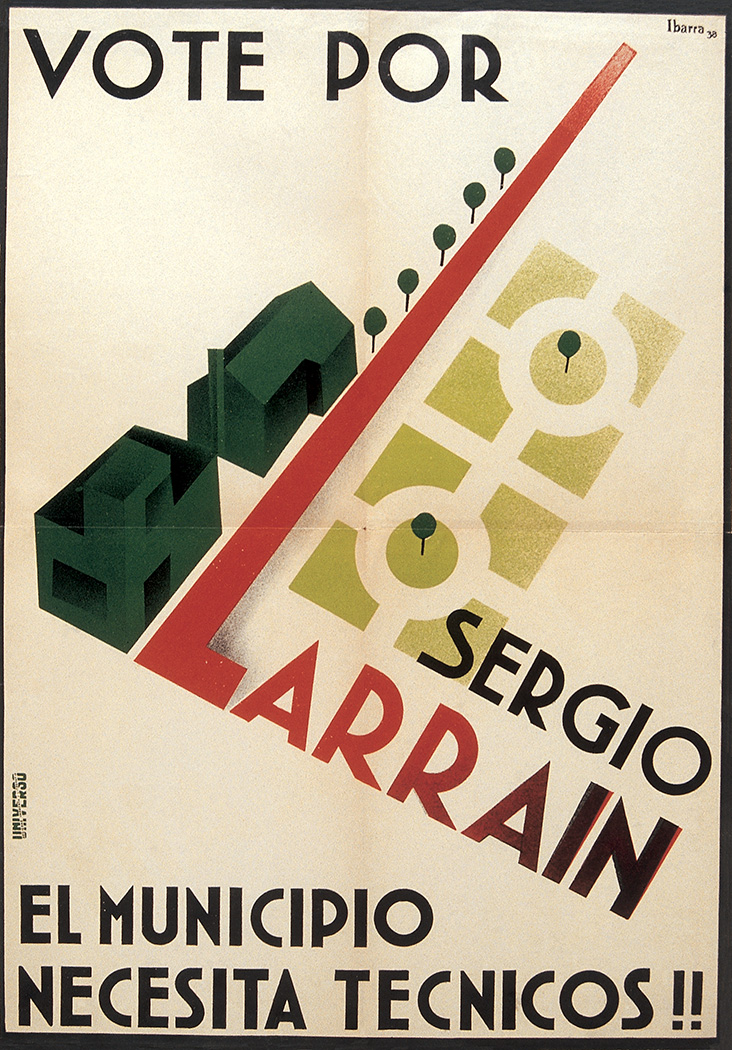
Afiche de campaña de Sergio Larraín en 1938.

En las elecciones municipales de 1938 ganó, apoyado por el Partido Conservador, un escaño de regidor en la municipalidad de Santiago, cargo que desempeñó hasta 1941.
Durante la Segunda Guerra Mundial fue agente del Servicio de Inteligencia Británico en Chile para investigar las actividades nazis en el país. Posteriormente fue condecorado por la reina Isabel II.
El 16 de agosto de 1968 fue nombrado embajador de Chile en Perú por el presidente Eduardo Frei Montalva. Se mantuvo en dicho cargo hasta 1971.

## Obras destacadas
| Obra                        | Año  | Ubicación  |
| --------------------------- | ---- | ---------- |
| Edificio Oberpaur           | 1929 | Santiago   |
| Edificio Santa Lucía        | 1933 | Santiago   |
| Organización Kappes         | 1934 | Santiago   |
| Edificio La Patria          | 1963 | Concepción |
| Municipalidad de Concepción | 1969 | Concepción |